# Communauté de communes des Premiers Sapins
La communauté de communes des Premiers sapins est une ancienne communauté de communes française située dans le département du Doubs et la région Franche-Comté, qui a existé de 1996 à 2015. Son siège était fixé à Nods.

## Historique
Créée en 1996, la communauté de communes cesse d'exister le 1er janvier 2016 quand elle est transformée en commune nouvelle conformément à un arrêté préfectoral du 30 novembre 2015.

## Composition
La communauté de communes des Premiers sapins comprenait six communes :
| Nom                     | Code Insee | Gentilé            | Superficie (km2) | Population (dernière pop. légale) | Densité (hab./km2) |
| ----------------------- | ---------- | ------------------ | ---------------- | --------------------------------- | ------------------ |
| Nods (siège)            | 25424      | Nodois             | 11,78            | 591 (2013)                        | 50                 |
| Athose                  | 25028      |                    | 7,63             | 181 (2013)                        | 24                 |
| Chasnans                | 25128      |                    | 7,87             | 269 (2013)                        | 34                 |
| Hautepierre-le-Châtelet | 25302      | Hautchatelpierrois | 9,61             | 110 (2013)                        | 11                 |
| Rantechaux              | 25480      |                    | 5,71             | 183 (2013)                        | 32                 |
| Vanclans                | 25585      | Vanclanais         | 9,60             | 210 (2013)                        | 22                 |